# Турция
Ту́рция (тур. Türkiye [ˈtyr̝cije]), официально — Туре́цкая Респу́блика (тур. Türkiye Cumhuriyeti [ˈtyr̝cije d͡ʒumhuːɾije'ti]), — государство в Западной Азии (97 %) и в Южной Европе (3 %). Население —  85 372 377 чел. (2024, 19-е место в мире), площадь — 783 562 км² (36-е место).
Турция граничит с 14 государствами.
Унитарное государство со столицей в Анкаре. Государственный язык — турецкий.
Современная Турция образовалась в 1923 году в результате распада Османской империи после её поражения в Первой мировой войне и последовавшей национально-освободительной войны турецкого народа, упразднения монархии и создания на территории восточной Фракии, Малой Азии и Армянского нагорья турецкого национального государства. Прежде чем стать центром Османской империи, этот регион на протяжении истории составлял значительную часть древних государств: Хеттского царства, Ассирии, Урарту, Великой Армении, Византии, Грузии (Колхиды и Иберии), Персии, Рима и так далее.
Индустриальная страна с динамично развивающейся экономикой. Объём ВВП по паритету покупательной способности (ППС) на душу населения — 41 887 доллара в год (2023). В 2023 году ВВП Турции по номиналу составил 1,154 трлн долл.; ВВП по ППС — 3,613 трлн долл.; объём ВВП по номиналу на душу населения — 13 383 доллара в год.
Член НАТО с 1952 года, Совета Европы с 1949 года, а также официальный кандидат в члены Евросоюза с 1999 года.

## Этимология
Название «Турция» (тур. Türkiye), применяемое к современной Республике Турция, происходит от старофранцузского Turquie[прояснить], которое, в свою очередь, происходит от средневековых латинских форм Turchia, Turquia и греческой — греч. Τουρκία. Османская империя, существовавшая в 1299—1922 годах, среди её современников также обычно называлась «Турцией» или «Турецкой империей». Русское название страны — «Турция» — пришло через польское Turcja из новолатинского Turcia.
В 2022 году ООН удовлетворила просьбу Турции изменить название республики во всех официальных документах. «Турецкая Республика» (англ. Republic of Turkey, фр. République de Turquie) была переименована в «Республика Тюркийе» (англ. Republic of Türkiye, фр. République de Türkiye). Короткий вариант названия страны теперь будет выглядеть как Тюркие или Тюркийе (англ. Türkiye), а не Turkey, Turkei или Turquie.

## География
Турция расположена в восточном полушарии. Её площадь (включая внутренние водоёмы) составляет 779 452 км². Основная часть территории Турции — 97 % — расположена в Азии, и ещё 3 % — в Европе. Основное ядро территории Турции составляет полуостров Малая Азия, который она занимает полностью. Европейские владения Турции носят название Румелия. Географическая особенность Турции — расположение на перекрёстке важных путей, с древности соединяющих Европу с Азией, черноморские страны и народы — со средиземноморскими. Ныне через территорию Турции пролегают шоссейные и железнодорожные магистрали, связывающие Европу со многими странами Азии.
Основная часть территории страны приходится на Малую Азию, или Анатолию, и Армянское нагорье, меньшая — на Балканский полуостров между Чёрным и Средиземным морями.
Наибольшая протяжённость турецкой территории с запада на восток — 1600 км, с севера на юг — 600 км. С трёх сторон она омывается морями: на севере — Чёрным морем, на западе — Эгейским, на юге — Средиземным. Европейская и азиатская части Турции отделены друг от друга водной системой, образующей морской проход из Чёрного моря в Эгейское и включающей Мраморное море, проливы Босфор и Дарданеллы. В южной части Босфора и бухты Золотого Рога (Мраморное море) расположен один из красивейших городов мира и самый густонаселённый город Турции — Стамбул (бывший Константинополь).

### Границы
Турция имеет 8 сухопутных и 6 морских границ (примечание: курсивом выделены непризнанные и частично признанные государства):
Сухопутные границы
 Болгария,  Греция,   Грузия,  Армения,  Азербайджан,  Иран,  Ирак ( Регион Курдистан),  Сирия.
Морские границы
 Россия,
 Румыния,
 Украина,
 Кипр,  Северный Кипр,  Республика Абхазия
- Долина бабочек в Фетхие
- Качкарские горы
- Хвойный лес в Турции
- Лиственный лес
- Зима в Турции
- Каппадокия

### Полезные ископаемые
На территории Турции насчитывается более 100 видов полезных ископаемых. Страна располагает многими видами рудного, горно-химического, топливно-энергетического сырья. В первую очередь, следует назвать хромовые, вольфрамовые, медные руды, бораты, мрамор, каменный уголь и другие. На долю Турции приходится 25 % общемирового запаса ртути.
В декабре 2022 года на юго-востоке Турции в районе горы Габар в иле Ширнак обнаружено сухопутное месторождение нефти. Запасы месторождения оцениваются в 150 млн баррелей.

### Климат
Турция — страна по большей части горная, поэтому климат часто имеет высотную зональность. В центральной части климат умеренный континентальный с жарким и сухим летом и достаточно холодной зимой. На побережье Эгейского и Средиземного морей климат средиземноморский с очень мягкой зимой. На черноморском побережье климат морской с большим количеством осадков и прохладной зимой с редкими отрицательными температурами. На юго-востоке климат субтропический, по температурам близко подходящий к тропикам, пустынный с очень жарким летом. Климат Турции средиземноморский, умеренно-морской, континентальный и горный.

## История

### Доосманский период
- 25—26 августа 1071 г.[15] — Битва при Манцикерте (Маназкерт, Манзикерт, город в исторической Армении, ныне на востоке Турции, в провинции Муш). Турки-сельджуки под командованием Алп-Арслана нанесли поражение византийцам и взяли в плен византийского императора Романа IV Диогена.
- 1077 год — возникновение Конийского (Румского, Ромейского) султаната, государства турок-сельджуков со столицей в Конье, которое постепенно расширило свои границы почти на всю территорию Малой Азии.
- 1243 год — Конийский султанат превратился в вассала монгольских ильханов Ирана (Хулагуидов). К 1307 году Румский султанат распался на мелкие княжества. Одно из них — бейлик Османа, который был отдан ему в лен, явилось ядром образовавшегося в начале XIV века Османского государства.
- 1284 год — в первой испанской хронике «Estoria de Espanna» король Альфонсо X сообщает о столице Экбатана королевства Туркия (Turquia)[16].
- В 1299 году Осман, сын и наследник Эртогрула, принял титул «султан» и отказался от признания власти султанов Конии. По его имени турки стали называться османскими турками, или османцами. Власть их над Малой Азией распространялась и укреплялась, и султаны Конии не смогли воспрепятствовать этому.
- В 1318 году Хулагуиды, свергнув последнего сельджукского султана, разрушили это государство.
- Византийская империя использовала турок-османов в своих войнах со славянскими государствами Болгария и Сербия. На землях, ранее принадлежавших Византии в Малой Азии, османские султаны начали объединять под своей властью другие турецкие государства, создав в 1326 году на отвоёванных у византийцев землях турецкий султанат со столицей в городе Бурса.

### Османский период
- На Балканском полуострове к середине XIV века в государствах болгар и сербов начался период феодальной раздробленности, что привело к их ослаблению и способствовало подчинению туркам, которые, завоевав малоазиатские владения Византии, стали продвигаться на запад. В это время в Византии разгорелась ожесточённая борьба за власть, что позволило туркам перейти к завоеваниям на Балканском полуострове. Оставив Константинополь у себя в тылу, турки двинулись на государства южных славян. Несмотря на страшную угрозу, славянские правители не смогли образовать военный союз. К концу XIV века турки захватили все болгарские земли.
- В 1362 году турки во главе с султаном Мурадом I, завоевав земли в Европе, перенесли столицу в город Адрианополь (Эдирне). Европейские владения Турции получили название Румелия. Опорой власти турецких султанов стали янычары.
- Сербы и боснийцы попытались остановить завоевателей. В 1371 году Мурад разгромил армию южных сербских князей в битве у реки Марица (при Черномене), взял македонские города Драма, Кавала и Сере и одержал значительную победу над болгарами и сербами в Самаково. Некоторые из сербских и болгарских князей были вынуждены подчиниться Мураду и стать его вассалами.
- В 1380-е годы Мурад возобновил своё наступление на западе. В 1385 году была взята София, в 1386 году — Ниш. В Анатолии Мурад расширил свои владения до Токата и укрепил власть в Анкаре, завоёванной Орханом. Благодаря браку сына, покупке и завоеваниям он приобрёл территории бейликов Гермианогуллары, Карасы, Теккеогуллары и Хамидогуллары. Антиосманская коалиция беев и правителей анатолийских бейликов во главе с Караманогуллары была разбита в 1386 году у Коньи.
- В 1387 или 1388 году северные сербские князья остановили османов у Плочника, но в 1389 году Мурад и его сын Баязид победили у Косово. В этой битве Мурад был убит.
- 15 июля 1389 года на Косовом поле произошло решающее сражение. Сильной турецкой армии противостояло намного уступавшее в численности войско сербов и боснийцев. С этим сражением легенды славян связывают подвиг Милоша Обилича, когда храбрый сербский воин убил турецкого султана. Но его сын, будущий султан Баязид, скрыл его смерть от турецких войск, и в итоге сражения славянское войско потерпело жестокое поражение.
- 25 сентября 1396 года — Никопольское сражение между армией султана Баязида Молниеносного и крестоносцами во главе с венгерским королём Сигизмундом под крепостью Никополь в Болгарии. Победа в сражении закрепила господство Османской империи на Балканском полуострове.
- 28 июля 1402 года — Битва при Анкаре. Проиграв сражение эмиру Тимуру, Баязид I Молниеносный попал в плен и умер (или отравился) в плену. Однако уже через 30 лет наследники Баязида смогли вновь объединить развалившуюся страну и возобновить продвижение на запад.
- В 1453 году турки взяли Константинополь (см. Падение Константинополя (1453)) и сделали его столицей новой империи.
- При Селиме Грозном Османская империя завоевала Сирию, Аравию и Египет. Турецкий султан низложил последнего халифа в Каире и сам стал халифом.

- В 1526 году произошла Мохачская битва, в ходе которой турки разбили чешско-венгерское войско и оккупировали Венгрию и в 1529 г. подступили к стенам Вены. На вершине своего могущества, в правление Сулеймана «Великолепного» (1520—1566), империя простиралась от ворот Вены до Персидского залива, от Крыма до Марокко.
- В 1678 году турки захватили территории к западу от Днепра.
- 12 сентября 1683 года — Венская битва, произошедшая после того как Османская империя два месяца осаждала Вену, столицу Австрии. Победа войск Священной лиги, пришедших на помощь Габсбургам, навсегда положила конец завоевательным войнам Османской империи в Европе.
- Эпоха русско-турецких войн, охватывающая период длительностью 242 года (1676—1918) — десять военных конфликтов между Российской и Османской империями в XVII—XIX веках. Военные действия в Закавказье в ходе Первой мировой войны можно считать одиннадцатой русско-турецкой войной. Русско-турецкие войны стали одной из главных причин упадка и распада Османской империи.

- В XIX веке на окраинах империи усилились сепаратистские настроения. Она начала постепенно терять свои территории, уступая технологическому превосходству Запада. Слабея, Османская империя попыталась опереться на помощь Германии, но это только втянуло её в Первую мировую войну, закончившуюся поражением Четверного союза.
- 1908 год — Младотурецкая революция, свержение султана Абдул-Хамида II.
- 30 октября 1914 года Османская империя официально объявила о своём вступлении в Первую мировую войну, за день до этого фактически вступив в неё обстрелом черноморских портов России.
- 24 апреля 1915 года в Стамбуле прошли массовые аресты армянской интеллектуальной, религиозной, экономической и политической элиты; этот день считается началом геноцида армян в Османской империи, в ходе которого за период с 1915 по 1918 год, как итог действий турецких властей, погибло, по различным оценкам, от 1,5 млн до более чем 2 млн армян[17]. Турецкая Республика и официальная турецкая историография до сих пор отрицают факт геноцида армян[18].
- 30 октября 1918 года было заключено Мудросское перемирие, за которым последовал Севрский мирный договор (10 августа 1920 г.), который не вступил в силу, поскольку не был ратифицирован всеми подписавшими его сторонами (ратифицирован только Грецией). Согласно этому договору, Османская империя должна была быть расчленена, причём один из крупнейших городов Малой Азии (Смирна) был обещан Греции. Греческая армия взяла его 15 мая 1919 года, после чего началась Война за независимость. Турецкие националисты во главе с Мустафой Кемалем отказались признать мирный договор и вооружённой силой изгнали греков из страны. К 18 сентября 1922 года Турция была освобождена от завоевателей. Лозаннским мирным договором 1923 года (24 июля) были признаны новые границы Турции.

### Современная Турция
- 29 октября 1923 года была провозглашена Турецкая республика, и Мустафа Кемаль, принявший впоследствии фамилию Ататюрк (в переводе с тур. «отец турок»), стал её первым президентом (ум. 1938).
- 16 декабря 1925 года — Турция перешла с мусульманского летоисчисления на григорианский календарь.
- 18 июля 1932 года Турция вступила в Лигу Наций.
- 23 февраля 1945 года - Турция объявила войну Германии и Японии.
- 18 февраля 1952 года Турция присоединилась к НАТО.
- 27 мая 1960 года — военный переворот.
- 12 марта 1971 года — другой военный переворот.
- 20 июля 1974 года Турция ввела свои войска на Кипр.
- 12 сентября 1980 года в Турции произошёл военный переворот под руководством генерала Кенана Эврена.
- 3 октября 2012 года начался агрессивный со стороны Турции конфликт с Сирией.
- 15—16 июля 2016 года — попытка военного переворота.
- 16 апреля 2017 года в Турции состоялся референдум по конституционным поправкам, в которых говорилось о расширении полномочий президента, об увеличении мест в парламенте, реформировании судебной системы и упразднении поста премьер-министра. За поправку проголосовало 51,4 %[19].
- 19 марта 2025 года — начало массовых протестов в Турции, вызванных арестом Имамоглу, главного конкурента (оппонента) Эрдогана.

## Население
По данным на 2024 год, в Турции проживает 85 372 377 человек. Основное население страны — турки. Во времена Османской империи этот народ использовал самоназвание «османы» (тур. Osmanlı).
Согласно первой переписи населения в 1927 году, в Турецкой республике проживало 13 464 564 человек, из которых 2 323 359 — курды, а также черкесы, боснийцы, арабы, обращённые в ислам греки, армяне и другие.
Всего в стране было проведено 12 переписей. С 1927 года население Турции выросло в 4,4 раза, причём только с 1950 по 1985 год — в 2,5 раза. На 2009 год численность населения Турции составила 72,6 млн человек, плотность населения — 88 чел./км², доля городского населения — 75,5 %, доля грамотного населения старше 15 лет — 88,1 %. Возрастает средоточии населения страны в главных городах: в 1990 году Стамбул и Анкара имели 18,4 % от всего населения, в 2010 году — 24,5 %. Одновременно с этим происходит сокращение численности населения на востоке страны, особенно на северо-востоке. Численность населения Северо-Восточной Анатолии в 1990 году составляла 235 тысяч человек, в 2009 году — 220 тысяч человек.
Распределение жителей по территории Турции крайне неравномерно. Наиболее густо заселены побережья Мраморного и Чёрного морей, а также районы, прилегающие к Эгейскому морю. Самый густонаселённый город — Стамбул, самый малонаселённый район — Хаккяри.

### Язык
Официальным языком в Турции является турецкий — тюркский язык с письменностью, основанной на латинице. Распространены также армянский, греческий и другие языки. Ранее, во время существования Османской империи, знатью использовался османский язык, к настоящему времени вышедший из употребления.

### Народы

#### Турки
Турки — основной народ Турции, говорящий на языке огузской группы тюркской ветви тюркской языковой семьи, исповедующий ислам. Предки турок — огузы, вторглись в центральную часть современной Турции в середине XI века из Огузского государства, находившегося на территории современного Казахстана. 29 мая 1453 года турки захватили у греков Константинополь (ныне Стамбул).
В 1927 году в Турции проживало 13 464 564 человек, из которых большинство были турки. По данным на 2006 год, из общего населения (73 млн человек) 55 млн 484 тысячи считали себя турками.
По данным ЦРУ на 2016 год, турки составляют 70—75 % населения Турции.
По вероисповеданию турки — мусульмане (бо́льшая часть — сунниты ханафитского мазхаба, меньшая — алевиты).

#### Азербайджанцы
Численность азербайджанцев в Турции составляет 700 000—800 000 человек. Они хорошо интегрированы в общество — в основном, из-за культурной и языковой близости между ними и анатолийскими турками. Впрочем, имеются существенные различия в области вероисповедания (азербайджанцы — в основном шииты, анатолийские турки — сунниты).

#### Армяне
Армяне (арм. Թուրքահայեր) — коренной народ Турции, проживавший на территории исторической Западной Армении. В начале XX века они составляли около 20 % населения страны и были сосредоточены в основном в восточных провинциях Османской империи, где составляли большинство населения, однако после геноцида армян почти все они были либо истреблены, либо изгнаны, либо исламизированы и ассимилированы. Сегодня в Турции живут от 50 до 70 тысяч армян-христиан, преимущественно в Стамбуле. Численность армян-мусульман оценивается примерно в 400 000. По некоторым данным, в стране, помимо официальной статистики, могут насчитывать до 10 миллионов криптоармян. Подавляющее большинство армянской диаспоры (около 10 миллионов человек) и не менее половины населения Республики Армения — это потомки беженцев из территорий, входящих в состав современной Турции.

#### Ассирийцы
Ассирийцы — коренной семитоязычный народ Турции, исповедовавший христианство. На юго-востоке современной Турции, вдоль границ с Сирией и Ираком, в начале XX века жили сотни тысяч ассирийцев, из которых свыше 500 000 были убиты в ходе геноцида ассирийцев, организованного властями Турции.

#### Греки
Греки — коренной народ Турции, исповедовавший христианство. Основное население Исторической Византии, компактно жившее на территории современной Турции до геноцида греков в начале XX века. По оценочным данным, до начала Первой мировой войны на территории современной Турции насчитывалось до 2,7 млн греков. Греки составляли 60 % населения на Анатолийском побережье Эгейского моря (включая город Измир), большинство населения на побережье Чёрного моря, а также внушительную часть населения Стамбула (по-гречески «Константинополь»). На всём полуострове Малая Азия доля греков в начале XX века составляла ок. 20 %. Из общего числа греков до 1 500 000 были убиты в ходе геноцида греков, остальные депортированы из страны. В современной Турции проживает значительное количество греков-мусульман.

#### Курды
Курды — коренной ираноязычный народ Турции, исповедующий главным образом ислам.
По переписи 1927 года, в Турции насчитывалось 2 323 359 курдов (из общего населения страны, 13 464 564 человека).
В Турции многие десятилетия проводилась политика отуречивания населения. Поэтому подсчитать численность этносов, даже приблизительно, бывает весьма затруднительно. По разным оценкам, курдов в Турции от 10 до 23 % от общего населения страны. 8,13 млн (данные Ethnologue на 2014 год), и проживают они в больших количествах по всей территории страны, а в абсолютном большинстве на востоке.
По данным ЦРУ на 2016 год, курды составляли 27 % населения Турции.

#### Крымские татары
В стране проживает большое количество крымских татар (оценочно — от 500 тыс. до 6 млн), основное количество которых переселилось в Турцию после присоединения Крыма к Российской империи. Они продолжали переселяться в эту страну на всём протяжении XVIII—XX веков.

#### Кавказцы
В стране немало выходцев из Северного Кавказа (в основном, потомки выселенных со своих земель после Кавказской войны горцев), именуемых общим названием «черкесы», большинство из которых — адыги, а также абазины, абхазы, ногайцы, карачаевцы и балкарцы, дагестанские народы, ингуши, осетины, чеченцы. Их общая численность составляет около 3 млн человек.

### Религия
В Турции религия законодательно отделена от государства и свобода вероисповедания гарантирована каждому жителю страны. Большинство населения страны исповедует ислам суннитского толка: ханафитский мазхаб и матуридизм. Также чрезвычайно развиты исламские братства — тарикаты. В основном развиты тарикаты Накшбанди и Мевлеви. Есть последователи шафиитского мазхаба, в основном курды. Действует большое количество мечетей — 78 000.
Зарегистрирована 321 община различных христианских толков и направлений, 36 иудейских синагог. Христианские общины включают 90 приходов православного Константинопольского патриархата (75 — в Стамбуле, 8 — на о. Гёкчеада, 6 — в иле Хатай, 1 — на о. Бозджаада), 55 общин армяно-григорианских (45 — в Стамбуле, 7 — в Хатае и по 1 — в городах Мардин, Диярбакыр, Кайсери), 60 общин ассирийцев-несториан, православных болгар, арабов и армян-католиков, 52 общины различных протестантских направлений. Кроме того, часть курдов на востоке страны исповедуют синкретическую религию и именуются езидами.
- Кружение суфийских дервишей в Турции
- Традиционный Ramazan Bayramı: пожелания муниципалитета с надписью в виде огней махья, растянутых по минаретам

## Города
В Турции на 2014 год имеется девять городов с населением свыше 1 млн человек.
| Поселение | Население  |
| --------- | ---------- |
| Стамбул   | 15 460 512 |
| Анкара    | 4 630 735  |
| Измир     | 3 401 994  |
| Бурса     | 2 100 000  |
| Адана     | 1 636 229  |
| Газиантеп | 1 438 373  |
| Конья     | 1 107 886  |
| Анталья   | 1 073 794  |
| Кайсери   | 1 004 276  |
| Диярбакыр | 920 366    |
| Мерсин    | 915 703    |
| Эскишехир | 659 924    |

Города с населением:
- — от 10 000 000 чел.
- — от 2 000 000 до 5 999 999 чел.
- — от 1 000 000 до 1 999 999 чел.
- — от 800 000 до 999 999 чел.
- — от 500 000 до 799 999 чел.
- — от 300 000 до 499 999 чел.

## Административное деление
Турция делится на 81 иль (провинций, ранее употреблялся термин вилайет). Каждый иль подразделяется на районы (ильче, тур. ilçe), всего по состоянию на 2007 год насчитывается 923 района. Административный центр иля расположен в его центральном районе (merkez ilçe). Многие, но не все, районы делятся на волости (буджаки). Неофициально, в статистических целях или сгруппированы в семь географических регионов (что не является административным делением):
- Эгейский регион (тур. Ege Bölgesi)
- Черноморский регион (тур. Karadeniz Bölgesi)
- Регион Центральная Анатолия (тур. İç Anadolu Bölgesi)
- Регион Восточная Анатолия (тур. Doğu Anadolu Bölgesi)
- Мраморноморский регион (тур. Marmara Bölgesi)
- Средиземноморский регион (тур. Akdeniz Bölgesi)
- Регион Юго-Восточная Анатолия (тур. Güney Doğu Anadolu Bölgesi)

Политическое управление илем осуществляет губернатор (vali), назначаемый правительством. Резиденция губернатора называется вилайет (vilayet), отсюда и прежний термин, обозначающий провинцию.
Хозяйством заведует глава муниципалитета (büyükşehir belediyesi başkanı), избираемый всенародным голосованием. Районы также образуют свои муниципалитеты (belediye) во главе с мэрами (belediye başkanı)
Как правило, или носят то же название, что и их административные центры, также называемые центром или центральным районом (merkez). Но из этого правила есть исключения: или Хатай (административный центр — город Антакья), Коджаэли (административный центр — город Измит) и Сакарья (административный центр — город Адапазары).
В 1926 году Турция была разделена на 57 илей, в 1939-м присоединён Хатай, в 1947-м созданы Артвин, Тунджели, Каракюз (ныне Бингёль), Битлис и Хаккяри, в 1953-м — Ушак, в 1954-м — Сакарья и Адыяман, в 1957-м — Невшехир. С 1957 по 1989 год число илей оставалось постоянным — 67. В 1989 году созданы или Кырыккале, Караман, Байбурт и Аксарай, в 1990 — Батман и Ширнак, в 1991 — Бартын, в 1994 — Игдыр и Ардахан, в 1995 — Ялова, Карабюк и Килис, в 1997 — Османие, в 1999 — Дюздже.

## Государственное устройство

### Государственная символика
Флаг Турции представляет собой красное прямоугольное полотнище с белыми полумесяцем и звездой в центре. Отношение ширины флага к его длине составляет 2:3.
У Турции отсутствует официально утверждённый герб. Вместо него используется полуофициальная эмблема. Она представляет собой красный овал. Внутри него расположены полумесяц и звезда, как на флаге. По верхней кромке овала написано официальное название страны на турецком языке.
- Флаг
- Эмблема

### Политическое устройство
Cм. также Политические партии Турции
Законодательная власть принадлежит однопалатному парламенту — Великому национальному собранию (Büyük Millet Meclisi), состоящему из 600 депутатов, избираемых на 5 лет (до 2007 года — на 7 лет) всеобщим прямым голосованием по системе пропорционального представительства. Минимальный порог для партий установлен на уровне 10 %.
Главой государства является Президент Республики (Cumhurbaşkanı). Исполнительная власть принадлежит Президентскому Кабинету во главе с Президентом. До конституционной реформы 2017 года исполнительная власть принадлежала Совету Министров (Bakanlar Kurulu) во главе с премьер министром (Başbakan).
21 октября 2007 года в Турции прошёл референдум по поправкам в действующую конституцию. Поправки изменили порядок избрания и срок полномочий президента. По конституции от 1982 года главу государства — президента — избирал парламент. Президент избирался сроком на 7 лет и не мог быть переизбран. Президент осуществлял представительские функции.
В соответствии с поправками, глава государства избирается путём всенародного голосования сроком на 5 лет с возможностью переизбрания ещё на один срок. Выборы в парламент проходят раз в 4 года.
У власти находится консервативная Партия справедливости и развития.
12 сентября 2010 года был проведён ещё один референдум по поправкам в конституцию страны. 58 % голосов за и 42 % против, граждане Турции внесли изменения в основной закон. Эти изменения призваны углубить процесс демократизации страны. В частности, ещё больше ограничено влияние армии на политическую и общественную жизнь: роль военных трибуналов значительно уменьшена, а юридическая неприкосновенность организаторов военного переворота 1980 года отменена. Кроме того, количество членов Конституционного суда Турции увеличилось с 11 до 17.
16 апреля 2017 года в Турции состоялся референдум по конституционным поправкам, согласно которым Турция стала президентской республикой. Увеличено число мест в парламенте, упразднён пост премьер-министра. Вместо Совета Министров исполнительным органом стал Президентский Кабинет.
Конституционный надзор над исполнительной и законодательной властью осуществляет Конституционный Суд (Anayasa Mahkemesi), состоящий из 11 постоянных и 4 переменных членов, назначаемых президентом и судебными коллегиями более низких инстанций в ходе голосований и консультаций. Председателем Конституционного Суда с октября 2007 года является Хашим Кылыч.
Согласно Economist Intelligence Unit страна в 2018 была классифицирована по индексу демократии как гибридный режим.

## Внешняя политика
В 2000 году Турецкая Республика приобрела официальный статус страны — кандидата в члены Евросоюза. Член НАТО с 1952 года.
Американский доктор Ф. Хилл отмечает, что Турция является важным региональным игроком и считает себя независимой от Запада, несмотря на то что входит в некоторые евро-атлантические организации. Турция пытается сформировать вокруг себя обширную зону влияния, экономического и политического сотрудничества, исключая проблемы на своих границах и в соседних регионах, она приобрела большой экономический потенциал и стремится стать лидером бывшего оттоманского пространства.
Российско-турецкие дипломатические отношения были установлены в 1701 году, когда в Стамбуле открылось посольство Российского царства. Хотя двусторонние межгосударственные связи насчитывают более пяти веков — историки ведут отсчёт от послания князя Ивана III по торговле, направленного 30 августа 1492 года османскому султану Баязету II.

### Турция и Евросоюз
В настоящее время Турция ведёт с Евросоюзом переговоры о вступлении в это политико-экономическое образование.
В 1963 году Турция подписала с предшественником ЕС — Европейским экономическим сообществом — договор, в котором признавалось право страны вступить в союз. В 1978—1979 годах Турцию приглашали вступить в ЕЭС совместно с Грецией, но она отказалась. После военного переворота 1980 года Европа прекратила отношения с Анкарой, и переговоры возобновились лишь после 1983 года. В 1987 году Турция официально подала заявку на вступление в ЕС.
Тем не менее, на саммите 1997 года ЕС отказался признать Турцию кандидатом на вступление в ЕС — это право она получила только в 2000 году при условии, что страна, в частности, реформирует законодательство о защите прав человека. В августе 2002 года программу реформ утвердил парламент Турции, и в октябре 2004 Еврокомиссия рекомендовала начать переговоры о вступлении Турции в ЕС.
Турецко-европейские отношения осложняет нежелание Турции признать Кипр, который в мае 2004 года вступил в Евросоюз. Кипрский конфликт, в частности, являясь основной причиной, противодействующей Турецкому вступлению в ЕС, не может найти своего решения с 1974 года. В 1974 году Турция оккупировала северную часть острова, и с тех пор её правительство не признаёт легитимность правительства южной — греческой части. Курдский вопрос также является одним из ключевых при обсуждении дальнейшей евроинтеграции Турции. Европа требует большей регионализации и автономизации курдов, а также соблюдение их прав в соответствии с европейскими стандартами. Также причиной того, что Евросоюз отказывается принять Турцию в члены ЕС, является условие[какое?], поставленное Францией, которое турецкое правительство отказывается выполнять, а именно признание геноцида армян 1915 г. в Османской Империи.
20 марта 2021 Турция вышла из Стамбульской конвенции по защите прав женщин.
Кроме вопроса вступления Турции в ЕС рассматривается вопрос либерализации визового режима между Турцией и ЕС. На повестке вопрос о том, чтобы граждане Турции с биометрическими паспортами могли въезжать в зону Шенгенского соглашения на срок до 90 дней в течение непрерывного 180-дневного периода без виз. Европейский Союз выдвинул Турции несколько условий для предоставления данного режима, в том числе по вопросу защиты персональных данных.

## Внутренняя политика
Одну из основных проблем внутренней политики Турции составляет борьба курдов за независимость. Среди турок распространено мнение, что эта война поддерживается Западом с целью после создания независимого Курдистана получить доступ к разведанным в этом регионе запасам нефти (которые в настоящее время не разрабатываются в силу существующих международных соглашений).

## Экономика
Доля промышленности в экономике страны составляет около 28 %, сельского хозяйства — 15 %, строительства — 6 %, сферы услуг — 51 %.
На 2018 год Турция занимает 18-е место в мире по экономической мощи.
С 1 января 2010 года так называемая новая турецкая лира (TRY, YTL), равная 100 курушам (Ykr), изымается из обращения и вводится турецкая лира (TL) того же номинала. Старые деньги принимались к оплате до 31 декабря 2009 года. Обменять купюры можно было в Центральном банке страны и банках Ziraat в течение последующих 10 лет, монеты — только до конца 2010 года.
С 1 января 2023 года минимальный размер оплаты труда в Турции составляет 10008 турецких лир (брутто) (€499,31) и 8506,80 турецких лир (нетто) (€424,41). При этом по данным МОТ в Турции сохраняется разрыв в оплате труда между мужчинами и женщинами. Так в 2023 году разрыв составил 4068 турецких лир (€184,32) — женщины ежегодно зарабатывают 46208 турецких лир (€2093,68), а мужчины 50297 турецких лир (€2278,96). С 1 июля 2023 года минимальный размер оплаты труда в Турции составляет 13414,50 турецких лир (брутто) (€471,58) и 11402,32 турецких лир (нетто) (€400,82). С 1 января 2024 года минимальный размер оплаты труда в Турции составляет 20002,50 турецких лир (брутто) (€610,88) и 17002,12 турецких лир (нетто) (€519,32). С 1 января 2025 года минимальный размер оплаты труда в Турции составляет 26005,50 турецких лир (брутто) (€713,20) и 22104,67 турецких лир (нетто) (€606,22).

### Промышленность
В общем объёме промышленного производства наибольший вес имеет обрабатывающая промышленность (84 %, включая строительство). Развиты текстильная, кожевенная, пищевая, химическая, фармацевтическая отрасли, энергетика, металлургия, судостроение, автомобилестроение и производство электробытовых товаров. Динамично развивающейся отраслью является туризм. Из наиболее динамичных отраслей можно выделить автомобильную (+9,6 % в 2005) и химическую промышленность (+7,2 % в 2005).

### Космическое агентство Турции (КАТ)
13 декабря 2018 года Президент Турции Тайип Эрдоган официально учредил Космическое агентство Турции (КАТ), которое будет финансироваться из госбюджета.

### Транспорт
В стране присутствует несколько авиакомпаний, действующих как внутри страны, так и на международном уровне. Ввиду большого количества туристов, в Турции имеется развитая система общественного транспорта — автобусная сеть и метро (с 1996 года). Имеется также несколько портов, железнодорожная сеть (в том числе и одна скоростная линия) и нефтяные газопроводные сети.

### Туризм
В Турции хорошо развит туристический сервис и инфраструктура. Это связано с наличием морских курортов, а также с разнообразием достопримечательностей.

### Внешняя торговля
В 2017 году Турция занимает 27-е место по объёму внешней торговли, экспорт оценивался в $166 млрд, импорт — $214 млрд, отрицательное сальдо внешней торговли — $48,6 млрд.
В структуре экспорта преобладает готовая продукция, в том числе машины, транспорт и оборудование (до 33 %), продукция лёгкой промышленности, в том числе одежда, обувь (18,2 %), металлы и сплавы, в том числе сталь и прокат (11,6 %), химические изделия, в том числе покрышки и пластмассы (8,8 %). Экспортируются также золото и ювелирные изделия и различные сельскохозяйственные товары (фрукты, орехи, зерновые, табак). Главные покупатели: Германия — 10 %, Великобритания — 6,1 %, Италия — 5,6 %, ОАЭ — 5,5 %, Ирак — 5,4 %, и США — 5,3 %; доля России — 1,9 %.
Страна импортирует главным образом машины, электронику и запасные части (22,6 %), металлы и сплавы (13,5 %), транспортные средства (11 %), золото (8 %), а также сельскохозяйственное и химическое сырьё. Главные поставщики: Китай — 11 %, Германия — 10 %, Россия — 6,2 %, Италия — 5,3 %, США — 5,3 %.
По состоянию на 2017 год страна занимает 29-е место по размеру внешнего долга в размере $429,6 млрд.

## Культура

### Музыка
Национальные инструменты: танбур, кеманча, уд, сантур, канун, рубаб, дарбука.

### Спорт

#### Футбол
Самым популярным видом спорта является футбол.

## Вооружённые силы
Вооружённые силы Турции (тур. Türk Silahlı Kuvvetleri) — совокупность войск Турецкой Республики, предназначенных для защиты свободы, независимости и территориальной целостности государства. По данным на 2025 год, численность турецкой армии составила 481 тысячи человек.

## Галерея
- Экспонат музея мозаики в Зевгме
- Ахелой, деталь римской мозаики из Зевгмы
- Ландшафт Каппадокии
- Каппадокия — страна пещерных поселений
- Гробница армянского царя. Гора Немрут
- Остров Ахтамар и армянская церковь Святого Креста
- Византийская мозаика в Айя-Софие
- Мозаика серафима в Айя-Софие
- Террасы Памуккале
- Большая Синагога Эдирне
- Мечеть Султанахмет в городе Стамбуле
- Вид на мечеть Султанахмет с верхнего этажа Айя-Софии
- Cumhuriyet Bayramı: празднование на Босфоре в Стамбуле с долгожданным ежегодным фейерверком
- Галатская башня ночью
- Цистерна Базилика
- Колонна с головой Медузы
- Голова Медузы. Дидим, Турция
- Церковь Святого Антония Падуанского на проспекте Истикляль
- Турецкий чай в стакане армуду
- Турецкий кофе является нематериальным культурным наследием, внесённым в список всемирного наследия ЮНЕСКО[81][82]
- Кофе по-турецки с рахат-лукумом
- Кофе по-восточному
- Медная джезва с турецким кофе
- Разнообразие сортов рахат-лукума на витрине стамбульского магазина
- Несколько вариантов рахат-лукума, обсыпанного кокосовой стружкой
- 80-слойная пахлава, разрезанная в форме ромба
- Фисташковая пахлава из Газиантепа, Турция
- Продавец турецкого мороженого развлекает покупателей
- Дёнер-кебаб